# Oobius anomalus
Oobius anomalus är en stekelart som beskrevs av Guerrieri, Garonna och Gennaro Viggiani 1989. Oobius anomalus ingår i släktet Oobius och familjen sköldlussteklar.
Artens utbredningsområde är Italien. Inga underarter finns listade i Catalogue of Life.